# نای (کاشمر)
نای نام روستایی از توابع بخش فرح‌دشت شهرستان کاشمر در استان خراسان رضوی است. این روستا در دهستان قلعه بالا قرار دارد و برپایه سرشماری سال ۱۳۹۵، جمعیت این روستا ۷۰۸ نفر (۲۵۴ خانوار) بوده است.
دلیل به کاربردن نام نای برای این روستا وجود نیهای بسیار زیاد و نیستانی در گذشته بوده است. این روستا خاستگاه تمدن پنج هزار سالهٔ نای‌تپه می‌باشد. از نامدارانی که در نوشته‌های خود از این روستا نام برده‌اند، می‌توان به مسعود سعد سلمان شاعری که سه سال را در قلعه نای گذرانده است که در نوشته‌های خود بارها از این منطقه نام برده است. هرچند بیشتر بر این باورند که زندان نای که مسعود سعد سلمان از آن نام برده است در کشور افغانستان است اما بقایای بجا مانده از زندان در منطقه‌ای به نام قلعه نای خود گویای این است که زندان نای همان مسعود سعد سلمان است. زبان مردم نای فارسی و گویش آنها به گویش مردم کدکن و نیشابور نزدیک است. از جمله مناطق دیدنی که می‌تواند جایی بکر برای گردشگری در این روستا تبدیل شود، سد کوچک نای (به گویش محلی: تَرُی بالا) و پایین‌تر از آن تهرود (به گویش محلی: تَرُی گَو یا تَرُی تَه) یک جای پردرخت و زیبا میان شکاف دره‌ای بی‌مانند است و همچنین در در سه کیلومتری باختری روستا جایی به نام مزار تپه خاکی وجود دارد که ارزش معنوی دارد، کنگرایی (به گویش محلی: کینگِرَیی)، شاه بید (به گویش محلی: شَه بِد)، تَکسِرو، چشمه سُرو و کلاته بُزی از دیگر مکان‌های زیبا و بکر این روستا می‌باشد همچنین روستای نای راه‌هایی دارد که از دل کوه می‌گذرد و به روستاهای نامق و تنورجه منتهی می‌شود.

## نگارخانه

نای‌تپه
نای‌تپه
نای‌تپه
نای‌تپه
نای‌تپه
نای‌تپه
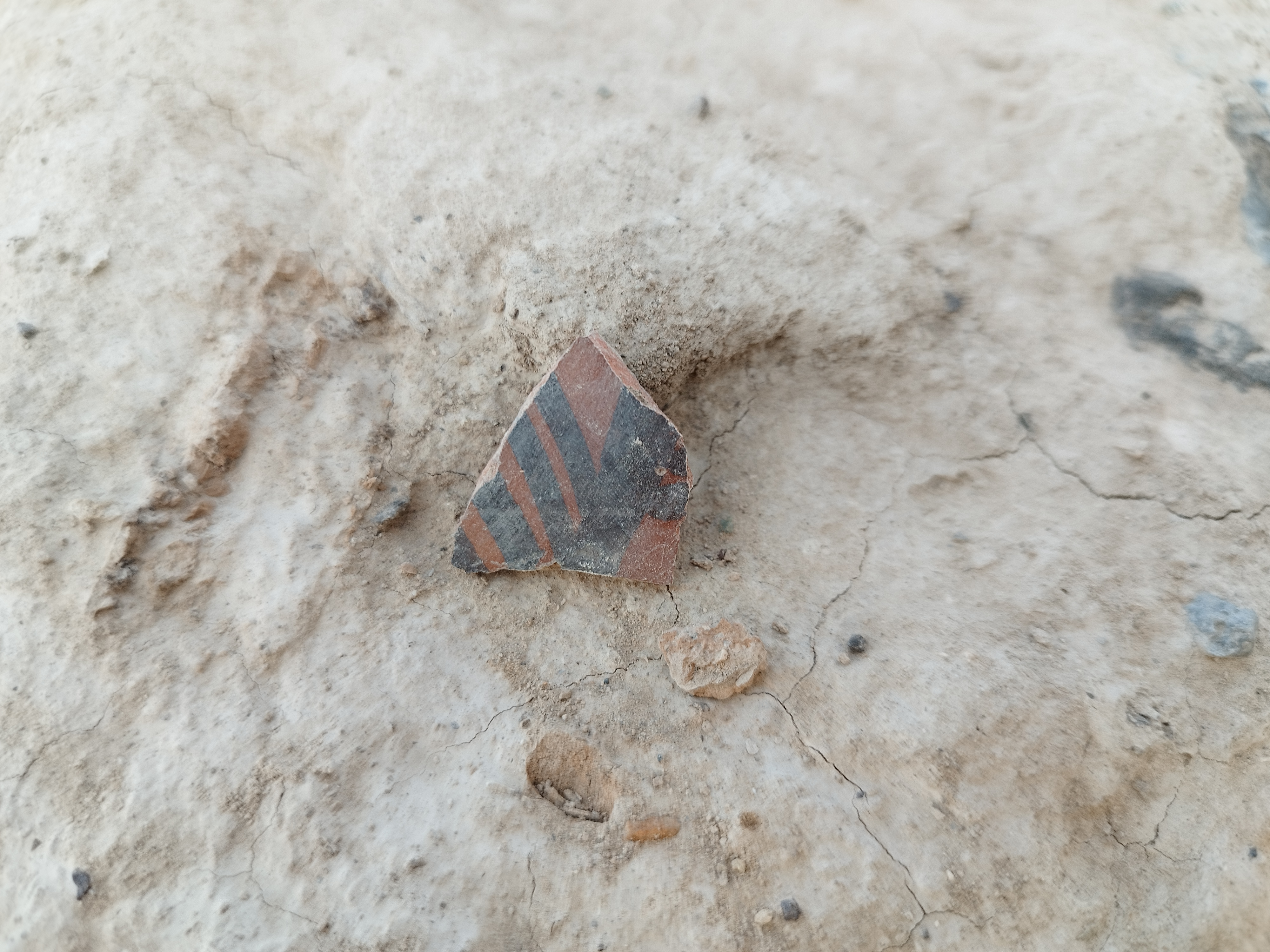
نای‌تپه
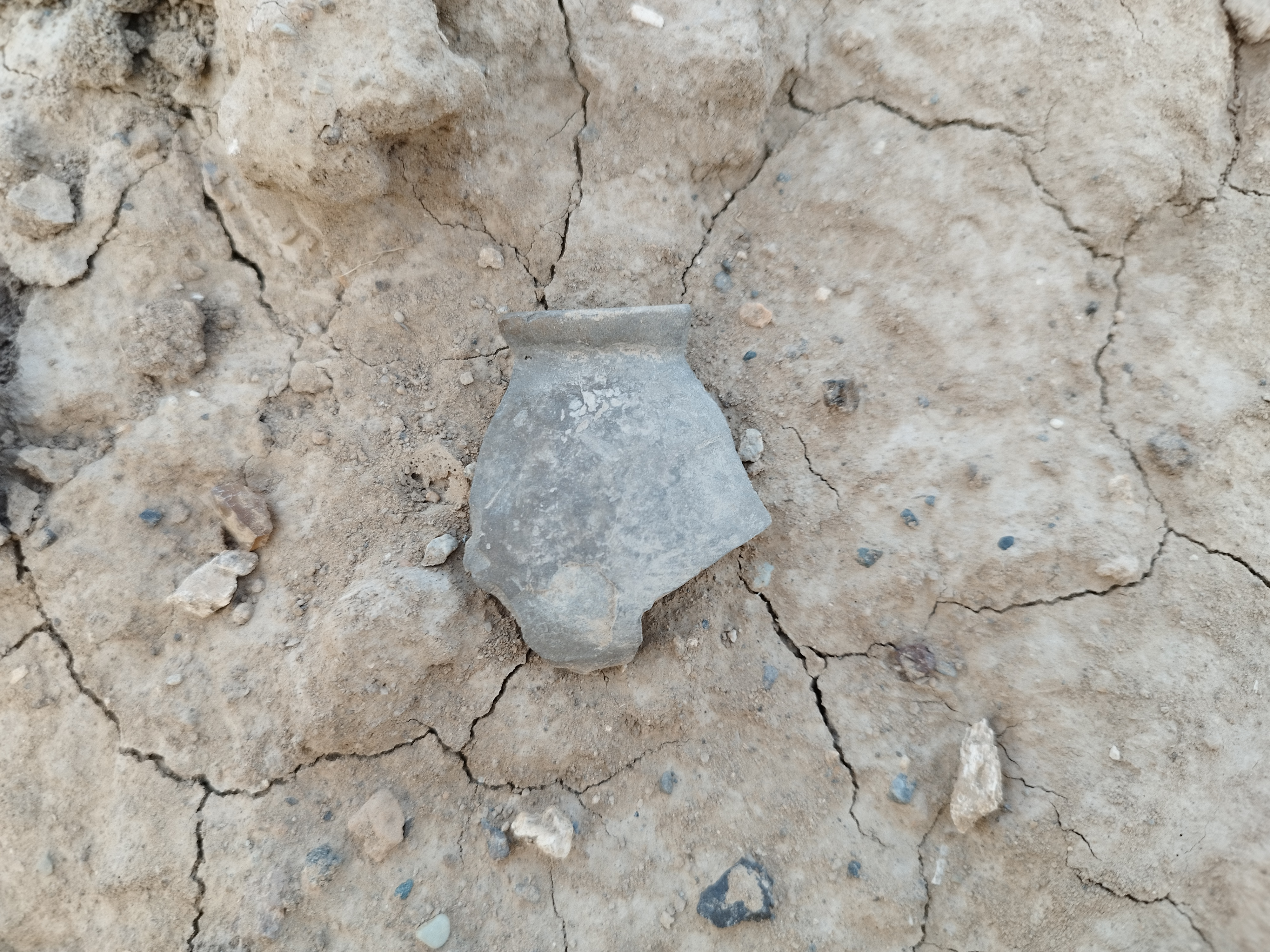
نای‌تپه